# Joie
 (juillet 2011).
Si vous disposez d'ouvrages ou d'articles de référence ou si vous connaissez des sites web de qualité traitant du thème abordé ici, merci de compléter l'article en donnant les références utiles à sa vérifiabilité et en les liant à la section « Notes et références ».

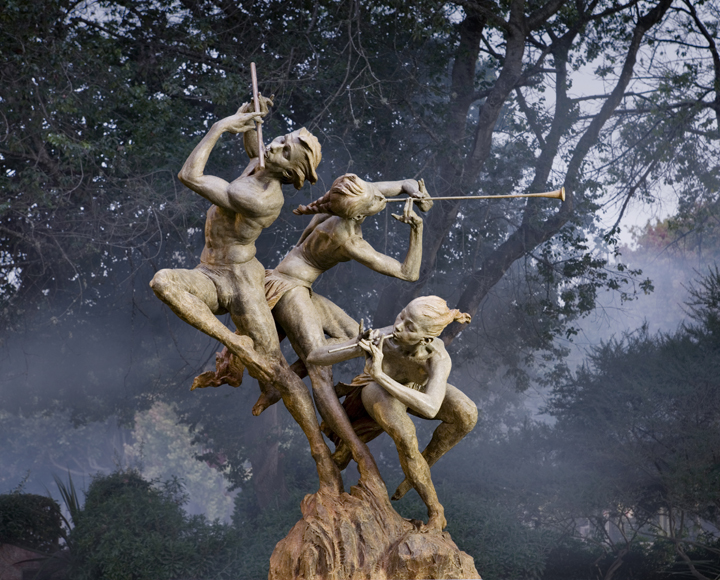
Joie de vivre (sculpture de Richard MacDonald, 2002).

La joie est une émotion ou un sentiment de satisfaction ou de plaisir, qu'éprouve un individu au moment où une de ses aspirations, ou un de ses désirs vient à être satisfait d'une manière réelle ou imaginaire – ou parfois, sans raison apparente. Difficile à définir sur le plan biologique et à distinguer d'autres concepts, la notion de joie recouvre une ambivalence (joie-paix et joie-euphorie) qui entretient une confusion commune. Elle est souvent prise comme synonyme de bonheur ou de plaisir.

## Philosophie
La joie est une notion qui désigne, dans son sens le plus courant, le sentiment intense d'une personne en présence d'une autre personne, d'une situation, d’un bien spirituel, d'une connaissance, qui la ravit.
Dans la philosophie antique, la joie est à rapprocher du terme de mania (μανια), « délire » ou « folie » présent notamment dans le Phèdre de Platon. La mania désigne la présence du divin dans ce qu'elle a de transformateur et de dynamisant sur le sujet : une notion à rapprocher de l'enthousiasme (ενθουσιασμός) qui affecte celui qui contemple le bien ou le beau, et qui va donc au-delà du sentiment.[réf. nécessaire]
Cicéron en a une conception plus proche du sens courant : pour lui, la joie est un état de l'âme, qui, confrontée à la possession d'un bien, n'en perd pas pour autant la sérénité.[réf. nécessaire]
Dans la philosophie moderne, de nouvelles conceptions de la joie apparaissent. Au XVIIe siècle, c'est le philosophe hollandais Spinoza qui est le grand penseur de la joie, en particulier dans son Éthique où la joie forme, avec la tristesse et le désir, l'un des trois affects fondamentaux de l'être humain : tous les autres sentiments (amour, haine, espérance, crainte, etc.) se définissent comme des formes particulières de joie ou de tristesse. La joie (lætitia en latin) est définie par Spinoza comme « le passage de l'homme d'une moindre à une plus grande perfection », c'est-à-dire comme une augmentation de forces et de la réalisation de soi d'un être humain. La joie est ainsi un accroissement de notre puissance, lié à la réalisation de nos désirs et de notre effort (conatus en latin) pour persévérer dans l'existence.
Chez Leibniz, on trouve une distinction entre deux termes latins pouvant être traduits en français par « joie » : d'une part gaudium, la jouissance paisible qui n'est soumise à aucune condition extérieure au sujet, et d'autre part laetitia, le plaisir de l'âme lié à possession d'un bien (au sens de Cicéron, en fait).[réf. nécessaire]
Dans la philosophie contemporaine, Nietzsche associe la joie à la capacité d'approbation de l'existence (amor fati), malgré son caractère tragique, comme expression de la volonté de puissance qui assume d'être joyeuse malgré les souffrances de la vie, sans se réfugier dans un bonheur illusoire (religion, idéalisme).
Au XXe siècle, les courants philosophiques que sont le personnalisme et l'existentialisme approfondissent à nouveau la notion philosophique de joie.[réf. nécessaire]

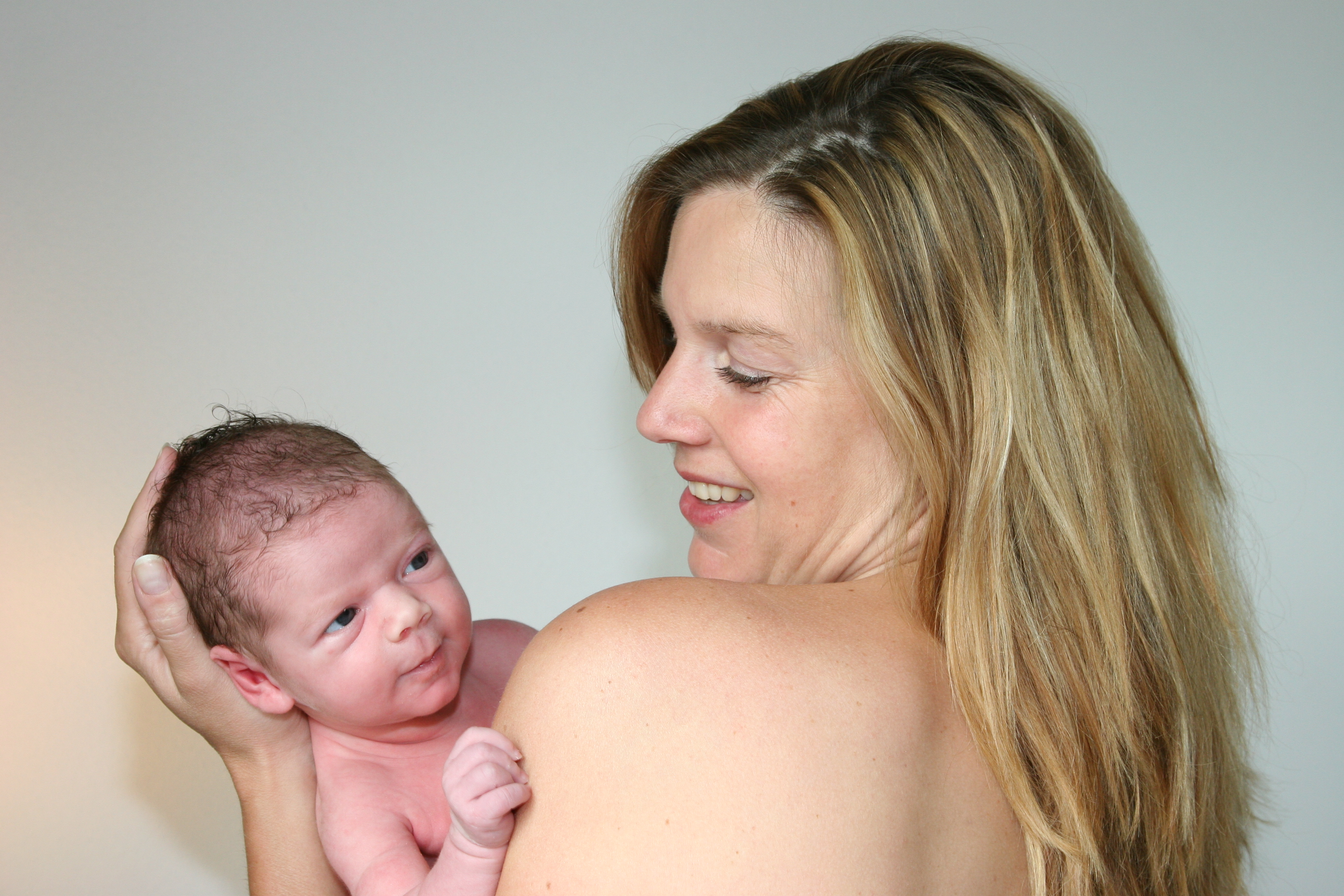
La joie d'une mère devant son enfant.

Le philosophe français Henri Bergson voit dans la joie le signe d'un accomplissement, d'une réussite et d'un achèvement, ce qui, selon lui, en fait un indice du sens de l'existence humaine : en effet, toute grande joie est la conséquence d'une création - par exemple la joie de l'entrepreneur qui a fondé une entreprise qui marche, ou la joie de la mère qui a engendré et élevé son enfant, montrent qu'ils ont créé quelque chose de viable. Ainsi, le sens de la vie humaine serait la création. C'est pourquoi Bergson distingue soigneusement le plaisir, simple subterfuge de la nature pour provoquer la conservation des êtres vivants (la recherche du plaisir et la fuite du désagrément attirant ces êtres vers les actes utiles à la conservation de la vie), et la joie, qui signale quant à elle un accomplissement de la vie humaine.
S'agissant du Dasein, chez Martin Heidegger, on note qu'il recouvre sa liberté inaliénable en anticipant sa propre mort et la confrontation au néant qu'elle implique, à cette occasion le philosophe allemand parle de Joie dans son ouvrage Être et Temps. Jean-Luc Nancy sur ce sujet, écrit comme commentaire que l' être sans fond qu'est le Dasein s'expose dans l'angoisse et dans « la joie d'être sans fond et d'être au monde» (voir sur ce sujet l'article Heidegger et la question de la liberté). 
Chez les philosophes français contemporains, Gilles Deleuze la définit comme la puissance même de production du désir, Clément Rosset pense la joie dans la continuité de Nietzsche comme une grâce irrationnelle qui permet d'accepter le réel dans toute sa cruauté (« la force majeure »), Robert Misrahi associe la joie à la liberté que possède tout sujet d'agir, aimer et fonder son bonheur (« les actes de la joie »), Bruno Giuliani le conçoit comme la source du bonheur et la définit comme le sens même de la vie («l'éveil de la joie, du plaisir à la béatitude »), Nicolas Go la pense comme une pratique de sagesse qui se passe de toute raison et s'accomplit dans l'art, le rire et le sacré (« l'art de la joie »).
Robert Misrahi actualise la philosophie de la joie de Spinoza et à l'aide de la phénoménologie de Merleau-Ponty et il greffe l'existentialisme sartrien pour proposer un nouvel eudémonisme. Inspiré également par Spinoza, Bruno Giuliani a créé une méthode de bonheur appelée JOŸA, Art de la Joie, qu'il définit comme une pédagogie de la sagesse alliant méditation, danse, créativité et dialogue philosophique intuitif.

## Religion
Le pape Paul VI expliquait dans l'exhortation apostolique Gaudete in domino que « personne n’est exclu de la joie que nous apporte le Seigneur ». Dans l'exhortation apostolique Evangelii Nuntiandi, il poursuit en ces termes : « la douce et réconfortante joie d’évangéliser, même lorsque c’est dans les larmes qu’il faut semer […] Que le monde de notre temps qui cherche, tantôt dans l’angoisse, tantôt dans l’espérance, puisse recevoir la Bonne Nouvelle, non d’évangélisateurs tristes et découragés, impatients ou anxieux, mais de ministres de l’Évangile dont la vie rayonne de ferveur, qui ont les premiers reçu en eux la joie du Christ ».
Le pape Jean-Paul II, dans l'exhortation apostolique post-synodale Ecclesia in Asia (1999), soulignait que  « l’évangélisation, comme une prédication joyeuse, patiente et progressive de la mort salvifique et de la résurrection de Jésus-Christ, doit être une priorité absolue ».
Le pape François rappelle dans l'exhortation apostolique Evangelii gaudium que les livres de l’Ancien Testament avaient annoncé la joie du salut, qui serait devenue surabondante dans les temps messianiques. Le prophète Isaïe salue avec joie le Messie attendu : « Tu as multiplié la nation, tu as fait croître sa joie » (Is 9, 2). Le prophète Zacharie invite à acclamer le Roi qui arrive : « Exulte avec force, fille de Sion ! Crie de joie, fille de Jérusalem ! Voici que ton roi vient à toi : il est juste et victorieux » (Za 9, 9). L'évangile invite à la joie : la visite de Marie à Élisabeth fait en sorte que Jean tressaille de joie dans le sein de sa mère (Lc 1, 41). Dans son cantique, Marie proclame : « Mon esprit tressaille de joie en Dieu mon Sauveur » (Lc 1, 47).

## Culture

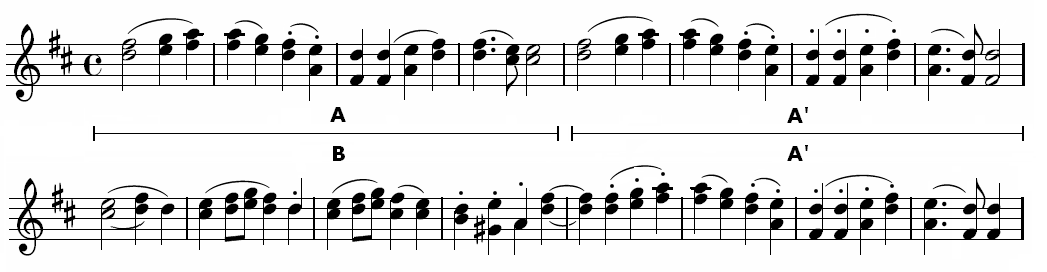
Mesures de l'Hymne à la joie de Beethoven.

La joie est un thème de l'Évangile et a été mise de l'avant dans les cantates Herz und Mund und Tat und Leben, Joy to the World et God Rest Ye Merry, Gentlemen.
La joie a migré du vocabulaire religieux vers la littérature au tournant du XXe siècle.
L'écrivain et poète allemand Schiller a écrit une célèbre Ode à la joie en 1785. Certaines sections en sont reprises dans les parties chantées du quatrième et dernier mouvement de la 9e Symphonie de Beethoven, devenu l'hymne officiel de l'Union européenne. Il n'est pas possible d'ignorer la dimension pédagogique en ce qui concerne la joie. C'est Georges Snyders qui a insisté avec force sur « la joie à l'école ». On n'est pas loin alors des travaux récents sur la « géloformation » (du grec gélos : rire) et sur l'humour à l'école.
La joie est un roman de l'auteur français Georges Bernanos. Il y développe le lien qui existe pour l'héroïne entre cette "joie" qui l'habite - bien distincte de l'excitation, l'euphorie ou l'enthousiasme qui souvent portent ce nom - et la pureté de son cœur simple et ouvert à Dieu aussi bien qu'à la présence des autres.
Y a de la Joie ! est le titre d'un spectacle en espace public (type dispositif participatif) créé par les artistes France Everard et Andreas Christou au sein de la Compagnie Arts Nomades en Belgique. Ce dispositif se présente sous forme d'une file d'attente vers la joie. Concernant la pédagogie, Snyders a naguère montré le rôle de la joie, et, plus récemment, Hugues Lethierry et ses collaborateurs ont montré de manière générale l'importance de l'humour et du rire dans l'apprentissage.
La joie est personnalisée dans le film d'animation des studios Pixar, Vice-versa, sorti en 2015. Elle est doublée par Amy Poehler en version originale et par Charlotte Le Bon en versions française et québécoise.

## Citations
- « La joie est un affect par lequel l'esprit passe à une perfection plus grande » (Spinoza Éthique, III, XI, scolie)
- « Le mot le plus adéquat pour désigner l'expérience du bonheur est le mot « joie ». La joie est le secret du bonheur, la seule « vraie richesse », comme dit Giono. Est heureux l'homme qui vit la joie au cœur, qui éprouve la bonté de la vie, qui en savoure pleinement le goût, seconde après seconde. La joie est l'atome du bonheur. Le triomphe de la vie. La source de l'amour. La joie est donc l'unique critère de l'éthique. (...) La joie n'est autre que le sentiment qui s'épanouit lorsque nous vivons en accord avec notre nature, avec la nature entière en nous et hors de nous. (...) Elle est le lien qui nous libère en nous reliant à tous. » (Bruno Giuliani, L'amour de la sagesse)
- « La joie qui a besoin d'une cause, ce n'est pas de la joie, mais du plaisir. » (Gustav Meyrink, La nuit de Walpurgis)